# All In (2024)
All In (2024), promowany również jako All In London at Wembley Stadium lub All In London – trzecia gala wrestlingu w chronologii cyklu All In oraz druga coroczna gala All In organizowana przez AEW, wyprodukowana przez federację i dla zawodników All Elite Wrestling (AEW), która odbyła się 25 sierpnia 2024 podczas sierpniowego weekendu świątecznego w Wielkiej Brytanii na Stadionie Wembley w Londynie w Anglii. Emisja była przeprowadzana na żywo przez serwis strumieniowy B/R Live w Ameryce Północnej i za pośrednictwem Triller TV na całym świecie oraz w systemie pay-per-view.
Na gali odbyło się dwanaście walk, w tym trzy podczas pre-show Zero Hour. W walce wieczoru, Bryan Danielson pokonał Swerve’a Stricklanda w Title vs. Career matchu i zdobył AEW World Championship, co czyni go czwartym zapaśnikiem, który wygrał AEW World Championship i WWE Championship. W innych ważnych walkach, Mercedes Moné pokonała Dr. Britt Baker, D.M.D. aby zachować AEW TBS Championship, Will Ospreay pokonał MJF-a i wygrał AEW American Championship, a Mariah May pokonała "Timeless" Toni Storm i zdobyła AEW Women’s World Championship. Na gali miał także miejsce debiut byłego wrestlera WWE Ricocheta, powrót Jamie Hayter, która pauzowała z powodu kontuzji od maja 2023 roku, oraz występy byłego wrestlera AEW Stinga i wrestlerów z sceny niezależnej Grizzled Young Veterans (James Drake i Zack Gibson). Wydarzenie obejmowało także powrót na ring angielskiego zapaśnika i pochodzącego z Londynu Nigela McGuinnessa po jego przejściu na emeryturę w 2011 roku i późniejszym przejściu na color commentary.

## Produkcja

### Tło
All In po raz pierwszy odbyło się jako niezależna gala wrestlingu w systemie pay-per-view (PPV) we wrześniu 2018 roku i została wyprodukowana przez członków The Elite we współpracy z Ring of Honor (ROH), która zachowała prawa do All In. Gala ta zainspirowała do powstania amerykańskiej organizacji All Elite Wrestling (AEW) w styczniu 2019 roku, a po tym, jak prezes AEW Tony Khan kupił ROH w marcu 2022 roku, AEW wznowiło All In jako swoją pierwszą w historii galę PPV zorganizowaną w Wielkiej Brytanii, która miała miejsce podczas weekendu świątecznego w sierpniu 2023 roku na Stadionie Wembley w Londynie w Anglii. Na zakończenie gali 2023 AEW ogłosiło, że All In powróci na Stadion Wembley 25 sierpnia 2024 roku. Bilety trafiły do sprzedaży 1 grudnia 2023 roku.
Dzień przed galą, w sobotę, 24 sierpnia, AEW zorganizowało wydarzenie dla fanów o nazwie All In Celebration. Wydarzenie odbyło się w Boxpark Wembley i obejmowało muzykę, wcześniejszy dostęp do gadżetów All In oraz kilka występów scenicznych, wywiady i treści z udziałem różnych wrestlerów AEW.

### Rywalizacje
All In oferowało walki profesjonalnego wrestlingu z udziałem wrestlerów należących do federacji All Elite Wrestling. Oskryptowane rywalizacje (storyline’y) kreowane są podczas cotygodniowych gal Dynamite, Rampage oraz Collision. Wrestlerzy są przedstawieni jako heele (negatywni, źli zawodnicy i najczęściej wrogowie publiki) i face’owie (pozytywni, dobrzy i najczęściej ulubieńcy publiki), którzy rywalizują pomiędzy sobą w seriach walk mających budować napięcie. Kulminacją rywalizacji jest walka wrestlerska lub ich seria.
Owen Hart Cup to coroczny turniej wrestlingu organizowany przez AEW we współpracy z Fundacją Owena Harta na cześć Owena Harta. Składa się z dwóch turniejów w trybie pojedynczej eliminacji, po jednym dla mężczyzn i kobiet, a zwycięzcy otrzymują trofeum zwane „The Owen”. 26 maja podczas Double or Nothing właściciel AEW Tony Khan i wdowa po Harcie Martha ogłosili, że zdobywcy pucharów 2024 również zdobędą walkę o mistrzostwo świata na All In. Oba finały turnieju miały miejsce 10 lipca na odcinku Dynamite w rodzinnym mieście Harta, Calgary w Albercie.

#### Pojedynek o AEW Women’s World Championship
Turniej Fundacji Owena Harta kobiet wygrała Mariah May. Po utracie AEW Women’s World Championship na Dynamite 200 w sierpniu 2023 roku, charakter Toni Storm uległ zmianie; jej nową osobowością była paranoiczna gwiazda Złotego Wieku Hollywood, podobna do postaci Normy Desmond z filmu Bulwar Zachodzącego Słońca z 1950 roku. Storm przyjęła przydomek „Timeless” Toni Storm od października 2023 roku i towarzyszył jej „kamerdyner” Luther, który odgrywał rolę podobną do roli Maxa von Mayerlinga z Sunset Boulevard. W listopadzie wrestlerka World Wonder Ring Stardom, Mariah May, zadebiutowała jako „superfanka” Storm; choć początkowo lekceważyła May, Storm później przyjęła May jako swoją „dubletkę”, a Storm odzyskała mistrzostwo kobiet na Full Gear w tym miesiącu. Następnie podczas Revolution w marcu 2024 roku, May zastosowała się do starego gimmicku Storma dotyczącego „gwiazdy rocka”. Przez kolejne miesiące związek Storm i May nabrał romantycznego wydźwięku, a Storm w prezencie wprowadziła May do Pucharu Owena Harta: May pokonała zwyciężczynię z 2023 roku Willow Nightingale w finale turnieju rozegranego 10 lipca na odcinku Dynamite, aby zmierzyła się z Storm o AEW Women’s World Championship na All In. Jednak po walce May zwróciła się przeciwko Storm, uderzając ją pasem mistrzowskim Owen Hart Cup i przy okazji zakrwawiając ją. Historia pomiędzy Storm a May została zainspirowana filmem Wszystko o Ewie z 1950 roku, którego główną ambicją w filmie było zastąpienie Margo Channing – kolejnej inspiracji dla postaci Storm – w roli gwiazdy Hollywood. May później przyjęła przydomek „The Glamour” Mariah May.

#### Pojedynek o AEW World Championship
Turniej mężczyzn wygrał Bryan Danielson. Danielson, który zadebiutował w AEW podczas edycji All Out w 2021 roku, ostatnio walczył o AEW World Championship na Revolution w 2023 roku; nie udało mu się w walce z ówczesnym mistrzem MJF-em, który pokonał Danielsona 4:3 w trwającym 65 minut Iron Man matchu. W wywiadzie za kulisami kolejnego Dynamite po walce, Danielson drażnił się z możliwą historią przejścia na emeryturę; powiedział, że walka z MJF-em uświadomiła mu, że przedkłada zapasy nad rodzinę. 9 września 2023 na odcinku Collision, Danielson potwierdził, że rok 2024 będzie jego ostatnim rokiem w roli pełnoetatowego zapaśnika. Przez cały następny rok Danielson miał passę porażek w ważnych walkach, co obejmowało porażkę w półfinale Continental Classic 2023 z ostatecznym zwycięzcą Eddiem Kingstonem, porażki w głośnej walce z Kazuchiką Okadą na Wrestle Kingdom i Willem Ospreayem na Dynasty, oraz bycie w przegranej drużynie w Anarchy in the Arena matchu na Double or Nothing. W rezultacie Danielson był pierwszym zapaśnikiem, który zgłosił się do Pucharu Owena Harta 2024 6 czerwca na Dynamite i obiecał, że „wejdzie na szczyt”. Następnie Danielson wygrał Puchar Owena Harta, pokonując "Hangman" Adama Page’a – który sam szukał zemsty na swoim rywalu, mistrzu świata Swerve Stricklandzie – w finale turnieju. 31 lipca na odcinku Dynamite, Danielson powiedział, że jeśli nie pokona Stricklanda i nie wygra AEW World Championship na All In, nigdy więcej nie będzie walczył; później zgodzili się, że stypulacją walki będzie Title vs. Career match.

#### Pojedynek o AEW American Championship
17 lipca na Dynamite 250, MJF pokonał Willa Ospreaya i wygrał AEW International Championship. W następnym tygodniu, MJF wyrzucił pas International Championship do kosza i zastąpił go swoim własnym pasem mistrzowskim, którego nieoficjalną nazwę przemianował na American Championship. Ospreay przerwał i ogłosił, że zmierzy się z MJF-em w rewanżu o tytuł na All In. W odcinku z 31 lipca Ospreay powiedział, że po odzyskaniu tytułu przywróci go jako International Championship.

#### Pojedynek o AEW TNT Championship
Na Double or Nothing, Darby Allin dołączył do Team AEW przeciwko The Elite, ale Team AEW został pokonany przez The Elite w Anarchy in the Arena matchu, walce, w której Allin podpalił członka Elite Jacka Perry’ego miotaczem ognia. Po krótkiej przerwie, Allin powrócił 10 lipca na odcinku Dynamite i zaatakował członka Elite, Brandona Cutlera, aby wysłać ostrzeżenie do The Elite. Allin ponownie dołączył do Team AEW przeciwko The Elite w Blood and Guts matchu na Dynamite: Blood & Guts. Drużyna AEW wygrała przez Allina, powodując poddanie się Elite, grożąc podpaleniem Perry’ego, którego Allin przykuł kajdankami do klatki, jednocześnie zmuszając Elite do wyrażenia zgody na walkę z Perrym o AEW TNT Championship na All In. Po bójce za kulisami 14 sierpnia Perry zadeklarował, że będzie bronił tytułu przeciwko Allinowi w Coffin matchu, który został oficjalnie ogłoszony.

#### Pojedynek o AEW TBS Championship
Po tym, jak Mercedes Moné utrzymała AEW TBS Championship na Forbidden Door, gdzie jednocześnie wygrała NJPW Strong Women’s Championship, świętowanie Moné zostało przerwane przez powracającą Dr. Britt Baker, D.M.D., która była pauzowana od września 2023 roku. Na kolejnym odcinku Dynamite, Baker wyjaśniła, że pauzowała przez 10 miesięcy z powodu zdiagnozowania przejściowego ataku niedokrwiennego. Następnie przerwała jej Moné, po czym Baker wyzwała Moné na walkę o mistrzostwo na All In, ale Moné odmówiła. Jednak po konfrontacji między nimi podczas panelu AEW na Comic-Conie w San Diego 25 lipca, Tony Khan oficjalnie wyznaczył Moné do obrony TBS Championship przeciwko Baker na All In.

## Wyniki walk
| Nr                                                                   | Wyniki | Stypulacje | Czas  |
| -------------------------------------------------------------------- | --- | --- | ----- |
| 1P                                                                   | Tommy Billington, Kip Sabian, Rocky Romero, Kyle Fletcher, Lio Rush, Action Andretti i Top Flight (Darius Martin i Dante Martin) (z Don Callisem) pokonali Jaya Lethala, Satnama Singha, Anthony’ego Ogogo, Ariyę Daivariego, Private Party (Zaya i Quena) i The Dark Order (Johna Silvera i Alexa Reynoldsa) (z Evilem Uno i Sonjay Duttem) poprzez pinfall | Sixteen-man tag team match | 11:35 |
| 2P                                                                   | Willow Nightingale i Tomohiro Ishii pokonali Kris Statlander i Stokely’ego Hathawaya poprzez pinfall | Mixed tag team match Ponieważ Nightingale i Ishii wygrali, musieli wybrać stypulację walki pomiędzy Nightingale a Statlander na All Out. | 8:10  |
| 3P                                                                   | The Von Erichs (Marshall Von Erich i Ross Von Erich), Sammy Guevara, Katsuyori Shibata i Dustin Rhodes pokonali The Undisputed Kingdom (Matta Tavena i Mike’a Bennetta) i Cage of Agony (Briana Cage’a, Bishopa Kauna i Toa Lionę) poprzez pinfall | Ten-man tag team match | 11:10 |
| 4                                                                    | Pac i Blackpool Combat Club (Claudio Castagnoli i Wheeler Yuta) pokonali The Patriarchy (Christiana Cage’a, Killswitcha i Nicka Wayne’a) (c) (z Mother Wayne), The Bang Bang Gang (Juice’a Robinsona, Austina Gunna i Coltena Gunna) oraz House of Black (Malakaia Blacka, Brody’ego Kinga i Buddy’ego Matthewsa) poprzez ściągnięcie pasów mistrzowskich    | Four-way London Ladder match o AEW World Trios Championship                                                                              | 18:50 |
| 5                                                                    | Mariah May pokonała "Timeless" Toni Storm (c) (z Lutherem) poprzez pinfall | Singles match o AEW Women’s World Championship                                                                                           | 15:15 |
| 6                                                                    | Hook pokonał Chrisa Jericho (c) (z Big Billem i Bryanem Keithem) poprzez submission | Last Chance match o FTW Championship Jeśli Hook przegrałby, nigdy nie mógłby walczyć o FTW Championship, dopóki Jericho byłby mistrzem.  | 10:15 |
| 7                                                                    | The Young Bucks (Matthew Jackson i Nicholas Jackson) (c) pokonali FTR (Casha Wheelera i Daxa Harwooda) oraz The Acclaimed (Anthony’ego Bowensa i Maxa Castera) (z Billym Gunnem) poprzez pinfall | Three-way tag team match o AEW World Tag Team Championship                                                                               | 12:05 |
| 8                                                                    | Christian Cage wygrał przypinając Kyle’a O’Reilly’ego | Casino Gauntlet match o przyszłą walkę o AEW World Championship                                                                          | 26:00 |
| 9                                                                    | Will Ospreay pokonał MJF-a (c) poprzez pinfall | Singles match o AEW International Championship                                                                                           | 25:50 |
| 10                                                                   | Mercedes Moné (c) (z Kamille) pokonała Dr. Britt Baker, D.M.D. poprzez pinfall | Singles match o AEW TBS Championship | 17:25 |
| 11                                                                   | Jack Perry (c) pokonał Darby’ego Allina poprzez zamknięcie Allina w trumnie | Coffin match o AEW TNT Championship | 10:40 |
| 12                                                                   | Bryan Danielson pokonał Swerve’a Stricklanda (c) (z Prince Naną) poprzez submission | Title vs. Career match o AEW World Championship                                                                                          | 26:00 |
| (c) – mistrz/mistrzyni przed walkąP – walka miała miejsce w pre-show | | |       |